# Station Burneside
Burneside is een spoorwegstation van National Rail in Burneside, South Lakeland in Engeland. Het station is eigendom van Network Rail en wordt beheerd door First TransPennine Express. Het station is een request stop, waar treinen alleen stoppen op verzoek.